# Чортолом
Чортолом (рум. Ciortolom) — село у повіті Васлуй в Румунії. Входить до складу комуни Тутова.
Село розташоване на відстані 219 км на північний схід від Бухареста, 59 км на південь від Васлуя, 116 км на південь від Ясс, 84 км на північний захід від Галаца.

## Населення
За даними перепису населення 2002 року у селі проживали 204 особи, усі — румуни. Усі жителі села рідною мовою назвали румунську.